# 提款卡
提款卡，又称储蓄卡、自动柜员机卡（英語：ATM Card）是一种由银行发行的，用于其客户通过其及其他机构的自动柜员机（ATM）访问其金融账户，并在某些地区进行特定的零售点电子转账（EFTPOS）的专用支付卡。提款卡不是信用卡或借记卡，但大多数信用卡和借记卡也可以充当提款卡。提款卡和借记卡的区别在于处理交易的底层网络，随着自动柜员机网络和更大规模的银行间支付结算系统的融合，提款卡也逐渐被借记卡取代。

## 历史
1967年6月27日，全世界第一台自动柜员机和第一批提款卡在英国巴克莱银行恩菲尔德镇分行投入使用。
1975年11月，日本36家银行（全部13家都市银行、11家地方银行、12家相互银行）成立了日本提款卡服务（NCS），这是全世界第一个银行间自动柜员机网络，网络内各家银行的提款卡可以在网络内所有自动柜员机获得服务。
加拿大的Interac系统于1984年设立，一开始也是单纯的自动柜员机网络，后来在1990年，Interac启动了一个新的试点计划，称为Interac直接支付（Interac Direct Payment, IDP），使得消费者可以使用提款卡直接进行支付。在此之前，香港易办事于1985年开始服务并逐渐获得香港各家银行提款卡的支持，Visa与Mastercard也于1987年分别收购了PLUS和Cirrus两个自动柜员机网络。这一系列事件标志着同时拥有提款和支付功能的借记卡对提款卡的取代的开始。在后发国家，由于单纯的提款卡存在时间很短或者从未存在过，“提款卡”、“储蓄卡”、“自动柜员机卡”往往是用来指代借记卡的。

## 功能
所有自动取款机都至少会向该机器所属的银行以及所属的自动柜员机网络各银行发行的提款卡提供提款服务。它们会提供收据，指明提款金额和手续费的数额。绝大多数银行和金融机构允许自己发行的提款卡在自己的自动柜员机上进行日常操作，例如存款、查询余额以及转账。一些提款卡可以在银行网点用于线下转账的验证。提款卡可以用于交易，但是仅限于事先被批准的商家。

## 各国家和地区的情况

### 中国大陆
中国大陆第一张提款卡是1987年中国银行珠海分行发行的，称作“长城提款卡”。同年2月，中国银行珠海分行在中国大陆推出ATM服务，打破了中国大陆民众存取款必须到银行的传统做法。同年3月，中国银行加入万事达卡国际组织。“长城提款卡”就是万事达标识的国内提款卡，限于当时的通讯手段，只能在珠海地区的储蓄所和自动柜员机使用。自1987年至2001年间，提款卡是中国大陆银行卡的主要形态，其特点是：部分提款卡为无标卡，使用60、95588（工商银行）、95599（农业银行）、95510（邮政储蓄）等开头，只能在自己银行的ATM、柜台和POS机使用，相当于存折；另一部分提款卡使用Visa PLUS、Mastercard Cirrus网络，使用其BIN区间，但是标明“仅在中国内地有效”。
1993年，江泽民提出实施以银行卡联合发展为目标的“金卡工程”；1997年，中国人民银行组织发起的银行卡信息交换总中心在北京成立，次年12月投产运行，同时在深圳试行银行卡联网通用标志“银联”，并于2001年推广到全国；POS机跨行联合试点在多个城市实施，提款卡开始具有跨行通用支付的能力。中国银联于2002年3月26日成立，承接了银行卡信息交换总中心和18个城市银行卡交换中心的业务。至2003年，中国大陆全境地市级以上城市基本实现银行卡联网通用。2005年5月，发现卡（Discover Card）与中国银联达成长期合作伙伴协议，允许发现卡在银联网络的POS机和ATM机上消费和取款，同时银联卡也可以在发现卡的PULSE网络上被接受。
自2004年以后，中国大陆各银行发行银联标准借记卡，淘汰并逐步替换旧的各种“提款卡”、“储蓄卡”、“无标卡”、“外标卡”等非标准借记卡和活期存折。“储蓄卡”已经在中国大陆事实上消失，并成为“借记卡”的同义词。
需要注意的是，中国银联这一名称既可以指代国有股份制金融机构中国银联，又可以指代中国银联运营的中国境内的自动柜员机网络，还可以指代中国银联运营的全球范围内的卡支付网络。

### 香港
在香港，提款卡一般指代使用银通（JETCO）网络或汇丰自动柜员机网络（易通财，ETC）进行提款交易的银行卡，这些银行卡一般也可以使用中国银联网络或易办事（EPS）网络支付，故同样是借记卡。“提款卡”和“扣账卡”之间的区别主要是为了将只使用Visa（如ZA Card）或Mastercard（如汇丰万事达卡扣账卡）网络的借记卡区分开来。历史上，易办事于1985年推出服务，此前香港各大银行发行的提款卡就只有提款功能，没有消费功能。

### 日本
日本的自动柜员机网络化相当早，早期成立的自动柜员机网络包括1975年的日本提款卡服务（NCS）、1978年的全日本卡服务（ACS）和日本邮政省邮政储蓄网络。2000年3月，日本的数家银行和其他机构发起了J-Debit服务，试图将各个参与行合计4亿枚提款卡（截至2011年）转化为借记卡，但并未成功（日本第一大银行三菱UFJ银行始终没有参与，加盟商家数量停滞在45万家）。结果，日本各银行发行的借记卡主要使用本国JCB和美国Visa组织网络，而部分银行也仍然有发行传统意义上的提款卡。

### 越南
越南一般称提款卡为“国内借记卡”，使用越南国家支付（NAPAS）系统，并不附带其他卡组织的标志，只在越南国内使用。